# Immigration yougoslave au Luxembourg
Le Luxembourg distingue deux vagues majeures d'immigration de migrants provenant de l'ancienne République fédérative socialiste de Yougoslavie. La première grande vague d'immigration yougoslave a eu lieu dans les années 1970 et 1980. La deuxième vague est arrivée dans les années 1990.

## Histoire

### Premières arrivées
Les premiers citoyens yougoslaves arrivaient pourtant déjà avant la première grande vague d'immigration yougoslave dans les années 1970 et 1980 dans le Grand-Duché de Luxembourg. Le Grand-Duché se trouvait au début des années 1900 dans une période d'industrialisation de la sidérurgie. Des travailleurs yougoslaves ont assisté à la construction de l'usine sidérurgique à Belval dans les années 1909 à 1912. Il s'agit également des premiers enregistrements officiels qui prouvent la présence de travailleurs yougoslaves au Luxembourg. Le nombre de citoyens yougoslaves au Luxembourg variait par la suite fortement. Les Yougoslaves arrivaient au Luxembourg afin de travailler comme main d'œuvre non qualifiée dans la sidérurgie luxembourgeoise. En 1927, 632 personnes de nationalité yougoslave étaient présentes au Grand-Duché. Ce nombre est même monté à 1 238 personnes au début de l'année 1930.
À la suite de la Grande Dépression de 1929, l'économie luxembourgeoise stagnait. Les travailleurs yougoslaves comme beaucoup d'autres travailleurs étrangers ont été contraint de quitter le pays.

### Grandes vagues d'immigration
Confronté à un déficit de main-d'œuvre, le gouvernement luxembourgeois a pris la décision de mener une « politique de recrutement active dans le domaine de l'immigration ». Ainsi, le Luxembourg a signé un accord bilatéral avec la  Yougoslavie en mai 1970. Par cet accord, le Luxembourg espérait combler le manque chronique de main d'œuvre en important de la main-d'œuvre étrangère afin de maintenir la production industrielle luxembourgeoise. À la suite de la signature de cet accord, de nombreux travailleurs yougoslaves arrivaient au Grand-Duché. Les immigrées yougoslaves constituaient surtout une main-d'œuvre non qualifiée qui travaillaient majoritairement dans le secteur de la construction. Il se formaient trois communautés yougoslaves au Luxembourg : dans le nord du pays, à Wiltz, dans la capitale et dans le sud du pays. Arrivés pour partir, beaucoup de migrants yougoslaves décidaient au long des années de s'établir durablement dans le Grand-Duché de Luxembourg.
L'éclatement des « guerres de Yougoslavie », aussi appelées « guerre des Balkans ». dans les années 1990 provoqua la deuxième grande vague d'immigration yougoslave. Cette fois-ci, il ne s'agissait pas de travailleurs, mais des réfugiés de guerres qui arrivaient dans le pays. À la recherche d'abris et de meilleures conditions de vie, des milliers de réfugiés de guerres issus des anciennes républiques de la Yougoslavie ont été accueillis par le gouvernement luxembourgeois. En 1991, 2 200 Yougoslaves vivaient dans au Luxembourg. Ces Yougoslaves étaient arrivés lors de la première grande vague d'immigration dans les années 1970 et 1980. De 1992 à 1994, 2 500 réfugiées de guerre arrivaient de la Bosnie-Herzégovine au Luxembourg. De 1998 à 1999, 4 000 réfugiés refugiées de guerre issues du Kosovo, du Monténégro et du Sandjak s'installaient au pays.
En 2001, il y avait un total de 11 000 personnes issues des anciennes républiques de la Yougoslavie qui habitaient au Luxembourg. En 2022, 775 personnes possédant la nationalité slovène, 1 421 personnes avec la nationalité croate, 1 203 personnes avec la nationalité kosovare et 1 561 personnes issues de la Bosnie-Herzégovine résidaient au Luxembourg. À cela s'ajoutait encore 2 855 personnes possédant la nationalité monténégrine et 1 757 personnes avec la nationalité serbe. 400 personnes vivant au Luxembourg avaient la nationalité de la Macédoine du Nord.